# Promachoteuthidae
Promachoteuthidae is een familie van weekdieren uit de klasse van de Cephalopoda (inktvissen).

## Geslacht
- Promachoteuthis Hoyle, 1885